# سانتو دومنیگو د لا کالسادا
سانتو دومنیگو د لا کالسادا (به اسپانیایی: Santo Domingo de la Calzada) یک دهستان در اسپانیا است که در استان لاریوحا واقع شده‌است. سانتو دامنیگو د لا کالزادا ۴۰ کیلومتر مربع مساحت و ۶٬۶۷۱ نفر جمعیت دارد و ۶۴۱ متر بالاتر از سطح دریا واقع شده‌است.

## خواهرخوانده
شهر وینندن خواهرخواندهٔ سانتو دومنیگو د لا کالسادا هست.